# Phalacronotus micronemus
Phalacronotus micronemus är en fiskart som först beskrevs av Bleeker, 1846.  Phalacronotus micronemus ingår i släktet Phalacronotus och familjen malfiskar. IUCN kategoriserar arten globalt som otillräckligt studerad. Inga underarter finns listade i Catalogue of Life.